# Blowpipe
Blowpipe sedermera Javelin är en numera nerlagd luftvärnsrobot inom det brittiska försvaret. Den utvecklades ursprungligen som ett självförsvarsvapen för ubåtar, men den kom bara att användas som bärbar luftvärnsrobot.

## Blowpipe
Blowpipe-roboten var kommandostyrd och avfyrades från axeln. Den lär ha varit relativt svårhanterlig, eftersom det var svårt att hålla kvar målet i siktet, när roboten flög iväg och tyngden på axeln lättade. Den användes under Falklandskriget 1982 av båda sidor, men bara två flygplan sköts ner (en RAF Harrier och en Aermacchi MB-339 från Argentina).

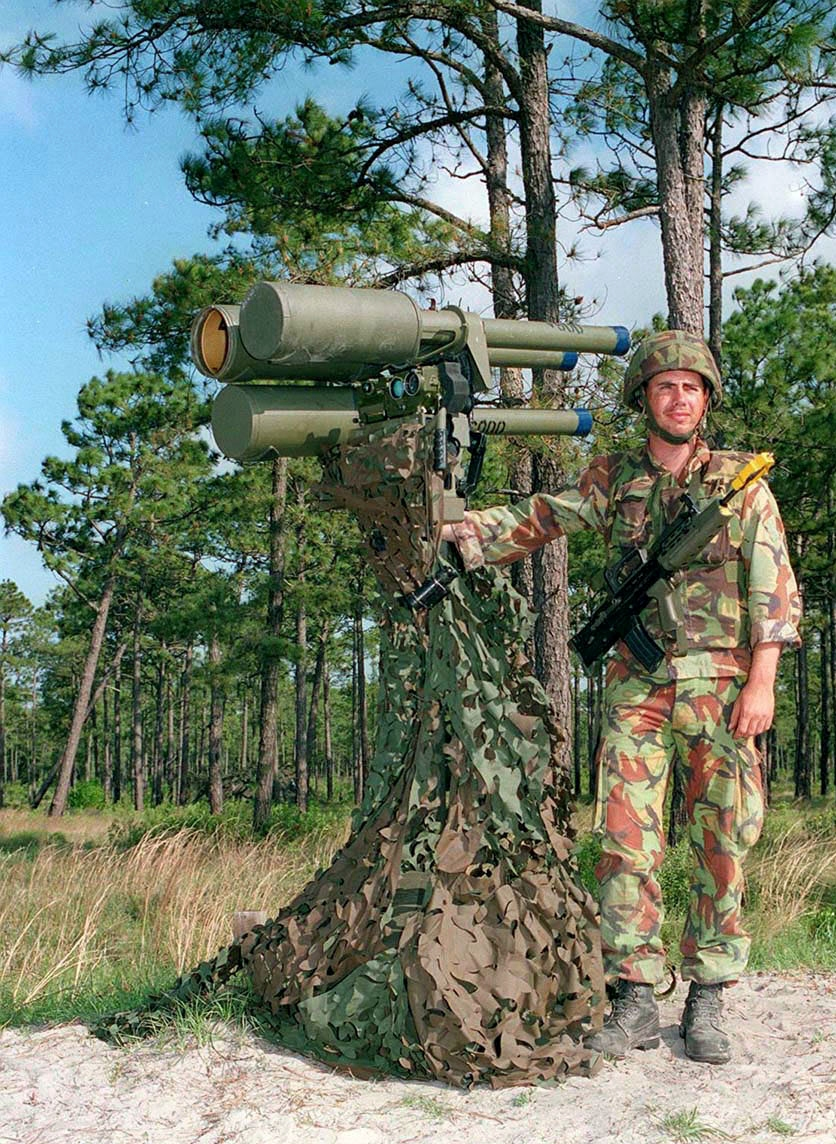
En brittisk soldat med en lavett med tre Javelin-robotar.

## Javelin
Javelin var en vidareutveckling av Blowpipe som var lättare att styra och som avfyrades från en lavett med stödben. Lavetten kunde laddas med fyra robotar, men oftast användes bara tre eftersom den nedre vänstra roboten var i vägen för skytten.
Både Blowpipe och Javelin är numera ersatta av Starstreak.